# Drydene 200
Das Camping World RV Sales 200 war ein Autorennen der NASCAR Xfinity Series, welches auf dem Dover International Speedway in Dover im US-Bundesstaat Delaware ausgetragen wurde.
Es wurde erstmals 1986 ausgetragen und ist somit eines der ältesten Rennen der Busch Series. MBNA war für viele Jahre Sponsor des Rennens und änderte in dieser Zeit oft den Namen des Rennens. Doch auch allgemein änderte sich der Namen des Rennens oft. Kein Rennname blieb länger als vier Jahre.

## Sieger
- 2011: Carl Edwards
- 2010: Kyle Busch
- 2009: Clint Bowyer
- 2008: Kyle Busch
- 2007: Denny Hamlin
- 2006: Clint Bowyer
- 2005: Ryan Newman
- 2004: Martin Truex junior
- 2003: Brian Vickers
- 2002: Scott Wimmer
- 2001: Jeff Green
- 2000: Matt Kenseth
- 1999: Casey Atwood
- 1998: Matt Kenseth
- 1997: Joe Bessey
- 1996: Randy Lajoie
- 1995: Johnny Rumley
- 1994: Johnny Benson
- 1993: Todd Bodine
- 1992: Robert Pressley
- 1991: Harry Gant
- 1990: Harry Gant
- 1989: Ken Schrader
- 1988: Michael Waltrip
- 1987: Rick Mast
- 1986: Morgan Shepherd